# إيميليا ليبيدا (خطيبة كلوديوس)
للنساء الأخريات بهذا الاسم، انظر إميليا ليبيدا [الإنجليزية].
إميليا ليبيدا (5 ق.م. - 43 م) هي امرأة رومانية نبيلة ورائدة. كانت الابنة الكبرى والطفل المولود لجوليا الأصغر (الحفيدة الأولى للإمبراطور أغسطس) والقنصل لوسيوس ايميليوس بولس [الإنجليزية]. كان والدها من عائلة أرستقراطية قديمة ومميزة. كانت أول حفيد حفيد للإمبراطور أغسطس، امرأة نبيلة من سكريبونيا وحفيدة حفيد القنصل لوسيوس إيميليوس لبيدوس باولوس [الإنجليزية] (شقيق النصر الثلاثي ماركوس أميليوس ليبيدوس). كانت إميليا لبيدا شقيقة ماركوس ايميليوس لبيدوس الذي كان متزوجًا من شقيقة كاليجولا المفضلة دروسيلا والذي أُعدم في عهد كاليجولا.